# Eccoilopus bambusoides
Eccoilopus bambusoides là một loài thực vật có hoa trong họ Hòa thảo. Loài này được (Keng) L. Liou mô tả khoa học đầu tiên năm 1989.